# Industry Classification Benchmark
La Industry Classification Benchmark (ICB) és una taxonomia de classificació industrial llançada per Dow Jones i FTSE en 2005 i ara propietat exclusivament de FTSE International. S'utilitza per separar els mercats en sectors dins la macroeconomia. L'ICB utilitza un sistema de 10 indústries, dividides en 19 supersectors, que alhora es divideixen en 41 sectors, que contenen 114 subsectors.
L'ICB és usat globalment (tot i que no universalment) per dividir el mercat en categories cada vegada més específiques, el que permet als inversors comparar tendències de la indústria entre els subsectors ben definits. L'ICB va substituir els sistemes de classificació FTSE i Dow Jones el 3 de gener de 2006, i actualment és usat per NASDAQ, NYSE i molts altres mercats arreu del món. Tots els sectors ICB són representats a la Borsa de Nova York llevat Instruments d'Inversió de Renda Variable (8980) i Instruments d'Inversió de Renda Fixa (8990).
Dow Jones es va desfer del 50% de la seva participació a ICB en 2011 i anuncia que n'estava creant la seva pròpia versió.

## Classificació
| Indústria                  | Supersector                             | Sector                                                    | Subsector                                                            |
| -------------------------- | --------------------------------------- | --------------------------------------------------------- | -------------------------------------------------------------------- |
| 0001 Petroli i gas         | 0500 Petroli i gas                      | 0530 Producció de Petroli i gas                           | 0533 Exploració & Producció                                          |
| 0001 Petroli i gas         | 0500 Petroli i gas                      | 0530 Producció de Petroli i gas                           | 0537 Petroli i gas integrat                                          |
| 0001 Petroli i gas         | 0500 Petroli i gas                      | 0570 Petroli: equipament, serveis i distribució           | 0573 Petroli: equipament i serveis                                   |
| 0001 Petroli i gas         | 0500 Petroli i gas                      | 0570 Petroli: equipament, serveis i distribució           | 0577 Oleoductes                                                      |
| 0001 Petroli i gas         | 0500 Petroli i gas                      | 0580 Energia alternativa                                  | 0583 Equipaments d'energies renovables                               |
| 0001 Petroli i gas         | 0500 Petroli i gas                      | 0580 Energia alternativa                                  | 0587 Combustibles alternatius                                        |
| 1000 Matèries bàsiques     | 1300 Productes químics                  | 1350 Productes químics                                    | 1353 Productes químics bàsics                                        |
| 1000 Matèries bàsiques     | 1300 Productes químics                  | 1350 Productes químics                                    | 1357 Productes químics especialitzats                                |
| 1000 Matèries bàsiques     | 1700 Recursos bàsics                    | 1730 Silvicultura i paper                                 | 1733 Silvicultura                                                    |
| 1000 Matèries bàsiques     | 1700 Recursos bàsics                    | 1730 Silvicultura i paper                                 | 1737 Paper                                                           |
| 1000 Matèries bàsiques     | 1700 Recursos bàsics                    | 1750 Metalls industrials e mineria                        | 1753 Alumini                                                         |
| 1000 Matèries bàsiques     | 1700 Recursos bàsics                    | 1750 Metalls industrials e mineria                        | 1755 Metalls no ferrosos                                             |
| 1000 Matèries bàsiques     | 1700 Recursos bàsics                    | 1750 Metalls industrials e mineria                        | 1757 Ferro i acer                                                    |
| 1000 Matèries bàsiques     | 1700 Recursos bàsics                    | 1770 Mineria                                              | 1771 Carbó                                                           |
| 1000 Matèries bàsiques     | 1700 Recursos bàsics                    | 1770 Mineria                                              | 1773 Diamants i pedres precioses                                     |
| 1000 Matèries bàsiques     | 1700 Recursos bàsics                    | 1770 Mineria                                              | 1775 Mineria general                                                 |
| 1000 Matèries bàsiques     | 1700 Recursos bàsics                    | 1770 Mineria                                              | 1777 Mineria d'oro                                                   |
| 1000 Matèries bàsiques     | 1700 Recursos bàsics                    | 1770 Mineria                                              | 1779 Platí i Metalls preciosos                                       |
| 2000 Productes industrials | 2300 Construcció i materials            | 2350 Construcció i materials                              | 2353 Materials de construcció i instal·lacions fixes                 |
| 2000 Productes industrials | 2300 Construcció i materials            | 2350 Construcció i materials                              | 2357 Construcció pesant                                              |
| 2000 Productes industrials | 2700 Bens i serveis industrials         | 2710 Aeroespacial i defensa                               | 2713 Aeroespacial                                                    |
| 2000 Productes industrials | 2700 Bens i serveis industrials         | 2710 Aeroespacial i defensa                               | 2717 Defensa                                                         |
| 2000 Productes industrials | 2700 Bens i serveis industrials         | 2720 Productes industrials generals                       | 2723 Recipients i embalatges                                         |
| 2000 Productes industrials | 2700 Bens i serveis industrials         | 2720 Productes industrials generals                       | 2727 Indústries diversificades                                       |
| 2000 Productes industrials | 2700 Bens i serveis industrials         | 2730 Equipament elèctric i electrònic                     | 2733 Components e equipaments elèctrics                              |
| 2000 Productes industrials | 2700 Bens i serveis industrials         | 2730 Equipament elèctric i electrònic                     | 2737 Equipament electrònic                                           |
| 2000 Productes industrials | 2700 Bens i serveis industrials         | 2750 Enginyeria industrial                                | 2753 Camions i vehicles comercials                                   |
| 2000 Productes industrials | 2700 Bens i serveis industrials         | 2750 Enginyeria industrial                                | 2757 Maquinària industrial                                           |
| 2000 Productes industrials | 2700 Bens i serveis industrials         | 2770 Transport industrial                                 | 2771 Serveis d'entrega                                               |
| 2000 Productes industrials | 2700 Bens i serveis industrials         | 2770 Transport industrial                                 | 2773 Transport marítim                                               |
| 2000 Productes industrials | 2700 Bens i serveis industrials         | 2770 Transport industrial                                 | 2775 Ferrocarril                                                     |
| 2000 Productes industrials | 2700 Bens i serveis industrials         | 2770 Transport industrial                                 | 2777 Serveis de transport                                            |
| 2000 Productes industrials | 2700 Bens i serveis industrials         | 2770 Transport industrial                                 | 2779 Transporte per camió                                            |
| 2000 Productes industrials | 2700 Bens i serveis industrials         | 2790 Serveis de suport                                    | 2791 Serveis de suport a empresa                                     |
| 2000 Productes industrials | 2700 Bens i serveis industrials         | 2790 Serveis de suport                                    | 2793 Agències de formació empresarial i treball                      |
| 2000 Productes industrials | 2700 Bens i serveis industrials         | 2790 Serveis de suport                                    | 2795 Administració financera                                         |
| 2000 Productes industrials | 2700 Bens i serveis industrials         | 2790 Serveis de suport                                    | 2797 Proveïdors industrials                                          |
| 2000 Productes industrials | 2700 Bens i serveis industrials         | 2790 Serveis de suport                                    | 2799 Serveis d'eliminació de residus                                 |
| 3000 Bens de consum        | 3300 Automòbils i components            | 3350 Automòbils i components                              | 3353 Automòbils                                                      |
| 3000 Bens de consum        | 3300 Automòbils i components            | 3350 Automòbils i components                              | 3355 Components                                                      |
| 3000 Bens de consum        | 3300 Automòbils i components            | 3350 Automòbils i components                              | 3357 Pneumàtics                                                      |
| 3000 Bens de consum        | 3500 Alimentació i begudes              | 3530 Begudes                                              | 3533 Cerveseres                                                      |
| 3000 Bens de consum        | 3500 Alimentació i begudes              | 3530 Begudes                                              | 3535 Destil·leries i vinicultors                                     |
| 3000 Bens de consum        | 3500 Alimentació i begudes              | 3530 Begudes                                              | 3537 Begudes no alcohòliques                                         |
| 3000 Bens de consum        | 3500 Alimentació i begudes              | 3570 Productors d'aliments                                | 3573 Agricultura, pequària i pesca                                   |
| 3000 Bens de consum        | 3500 Alimentació i begudes              | 3570 Productors d'aliments                                | 3577 Producció d'aliments                                            |
| 3000 Bens de consum        | 3700 Productes d'ús personal i domèstic | 3720 Productes d'ús domèstic i de construcció d'habitatge | 3722 Productes d'ús domèstic durador                                 |
| 3000 Bens de consum        | 3700 Productes d'ús personal i domèstic | 3720 Productes d'ús domèstic i de construcció d'habitatge | 3724 Productes d'ús domèstic no durador                              |
| 3000 Bens de consum        | 3700 Productes d'ús personal i domèstic | 3720 Productes d'ús domèstic i de construcció d'habitatge | 3726 Mobiliari                                                       |
| 3000 Bens de consum        | 3700 Productes d'ús personal i domèstic | 3720 Productes d'ús domèstic i de construcció d'habitatge | 3728 Construcció d'habitatges                                        |
| 3000 Bens de consum        | 3700 Productes d'ús personal i domèstic | 3740 Productes d'oci                                      | 3743 Electrònica de consum                                           |
| 3000 Bens de consum        | 3700 Productes d'ús personal i domèstic | 3740 Productes d'oci                                      | 3745 Productes recreatius                                            |
| 3000 Bens de consum        | 3700 Productes d'ús personal i domèstic | 3740 Productes d'oci                                      | 3747 Joguines                                                        |
| 3000 Bens de consum        | 3700 Productes d'ús personal i domèstic | 3760 Bens d'ús personal                                   | 3763 Vestuari i acessoris                                            |
| 3000 Bens de consum        | 3700 Productes d'ús personal i domèstic | 3760 Bens d'ús personal                                   | 3765 Calçat                                                          |
| 3000 Bens de consum        | 3700 Productes d'ús personal i domèstic | 3760 Bens d'ús personal                                   | 3767 Productes d'ús personal                                         |
| 3000 Bens de consum        | 3700 Productes d'ús personal i domèstic | 3780 Tabac                                                | 3785 Tabac                                                           |
| 4000 Cura de salut         | 4500 Cura de salut                      | 4530 Serveis i equipaments de cura de salut               | 4533 Proveïdors de cura de salut                                     |
| 4000 Cura de salut         | 4500 Cura de salut                      | 4530 Serveis i equipaments de cura de salut               | 4535 Equipaments mèdics                                              |
| 4000 Cura de salut         | 4500 Cura de salut                      | 4530 Serveis i equipaments de cura de salut               | 4537 Consumibles mèdics                                              |
| 4000 Cura de salut         | 4500 Cura de salut                      | 4570 Farmacèutiques i biotecnologia                       | 4573 Biotecnologia                                                   |
| 4000 Cura de salut         | 4500 Cura de salut                      | 4570 Farmacèutiques i biotecnologia                       | 4577 Farmacèutiques                                                  |
| 5000 Serveis de consum     | 5300 Venda al detall                    | 5330 Venda al detall d'aliments i de medicaments          | 5333 Detallistes de medicaments                                      |
| 5000 Serveis de consum     | 5300 Venda al detall                    | 5330 Venda al detall d'aliments i de medicaments          | 5337 Detallistes i a l'engròs d'aliments                             |
| 5000 Serveis de consum     | 5300 Venda al detall                    | 5370 Venda al detall general                              | 5371 Detallistes de vestuari                                         |
| 5000 Serveis de consum     | 5300 Venda al detall                    | 5370 Venda al detall general                              | 5373 Detallistes diversificats                                       |
| 5000 Serveis de consum     | 5300 Venda al detall                    | 5370 Venda al detall general                              | 5375 Detallistes de materials per habitatge                          |
| 5000 Serveis de consum     | 5300 Venda al detall                    | 5370 Venda al detall general                              | 5377 Serveis especialitzats al consumidor                            |
| 5000 Serveis de consum     | 5300 Venda al detall                    | 5370 Venda al detall general                              | 5379 Detallistes especialitzats                                      |
| 5000 Serveis de consum     | 5500 Mèdia                              | 5550 Mèdia                                                | 5553 Programació i entreteniment                                     |
| 5000 Serveis de consum     | 5500 Mèdia                              | 5550 Mèdia                                                | 5555 Agències de mitjans                                             |
| 5000 Serveis de consum     | 5500 Mèdia                              | 5550 Mèdia                                                | 5557 Editors                                                         |
| 5000 Serveis de consum     | 5700 Viatges i oci                      | 5750 Viatges i oci                                        | 5751 Companyies aèries                                               |
| 5000 Serveis de consum     | 5700 Viatges i oci                      | 5750 Viatges i oci                                        | 5752 Jocs d'atzar                                                    |
| 5000 Serveis de consum     | 5700 Viatges i oci                      | 5750 Viatges i oci                                        | 5753 Hoteleria                                                       |
| 5000 Serveis de consum     | 5700 Viatges i oci                      | 5750 Viatges i oci                                        | 5755 Serveis recreatius                                              |
| 5000 Serveis de consum     | 5700 Viatges i oci                      | 5750 Viatges i oci                                        | 5757 Restaurants i bars                                              |
| 5000 Serveis de consum     | 5700 Viatges i oci                      | 5750 Viatges i oci                                        | 5759 Viatges i turisme                                               |
| 6000 Telecomunicacions     | 6500 Telecomunicacions                  | 6530 Telecomunicacions de línia fixa                      | 6535 Telecomunicacions de línia fixa                                 |
| 6000 Telecomunicacions     | 6500 Telecomunicacions                  | 6570 Telecomunicacions mòbils                             | 6575 Telecomunicacions mòbils                                        |
| 7000 Serveis públics       | 7500 Serveis públics                    | 7530 Electricitat                                         | 7535 Electricitat convencional                                       |
| 7000 Serveis públics       | 7500 Serveis públics                    | 7530 Electricitat                                         | 7537 Electricitat alternativa                                        |
| 7000 Serveis públics       | 7500 Serveis públics                    | 7570 Gas, aigua i serveis múltiples                       | 7573 Distribució de gas                                              |
| 7000 Serveis públics       | 7500 Serveis públics                    | 7570 Gas, aigua i serveis múltiples                       | 7575 Multiserveis                                                    |
| 7000 Serveis públics       | 7500 Serveis públics                    | 7570 Gas, aigua i serveis múltiples                       | 7577 Aigua                                                           |
| 8000 Serveis financers     | 8300 Bancs                              | 8350 Bancs                                                | 8355 Bancs                                                           |
| 8000 Serveis financers     | 8500 Assegurances                       | 8530 Assegurances de no vida                              | 8532 Assegurances diversificades                                     |
| 8000 Serveis financers     | 8500 Assegurances                       | 8530 Assegurances de no vida                              | 8534 Agents d'Assegurances                                           |
| 8000 Serveis financers     | 8500 Assegurances                       | 8530 Assegurances de no vida                              | 8536 Assegurances de propietat i contra tercers                      |
| 8000 Serveis financers     | 8500 Assegurances                       | 8530 Assegurances de no vida                              | 8538 Reassegurances                                                  |
| 8000 Serveis financers     | 8500 Assegurances                       | 8570 Assegurances de vida                                 | 8575 Assegurances de vida                                            |
| 8000 Serveis financers     | 8600 Bens immobles                      | 8630 Inversions i serveis immobiliaris                    | 8633 Proprietat de desenvolupament immobiliari                       |
| 8000 Serveis financers     | 8600 Bens immobles                      | 8630 Inversions i serveis immobiliaris                    | 8637 Serveis immobiliaris                                            |
| 8000 Serveis financers     | 8600 Bens immobles                      | 8670 Fons d'inversió immobiliària                         | 8671 Fons d'inversió immobiliària (REIT) industrials i d'escriptoris |
| 8000 Serveis financers     | 8600 Bens immobles                      | 8670 Fons d'inversió immobiliària                         | 8672 Fons d'inversió immobiliària (REIT) detallistes                 |
| 8000 Serveis financers     | 8600 Bens immobles                      | 8670 Fons d'inversió immobiliària                         | 8673 Fons d'inversió immobiliària (REIT) residencials                |
| 8000 Serveis financers     | 8600 Bens immobles                      | 8670 Fons d'inversió immobiliària                         | 8674 Fons d'inversió immobiliària (REIT) diversificats               |
| 8000 Serveis financers     | 8600 Bens immobles                      | 8670 Fons d'inversió immobiliària                         | 8675 Fons d'inversió immobiliària (REIT) especialitzats              |
| 8000 Serveis financers     | 8600 Bens immobles                      | 8670 Fons d'inversió immobiliària                         | 8676 Fons d'inversió immobiliària (REIT) hipotecaris                 |
| 8000 Serveis financers     | 8600 Bens immobles                      | 8670 Fons d'inversió immobiliària                         | 8677 Fons d'inversió immobiliària (REIT) d'hoteleria i allotjament   |
| 8000 Serveis financers     | 8700 Serveis financers                  | 8770 Serveis financers                                    | 8771 Administradors d'actius                                         |
| 8000 Serveis financers     | 8700 Serveis financers                  | 8770 Serveis financers                                    | 8773 Finançament de consum                                           |
| 8000 Serveis financers     | 8700 Serveis financers                  | 8770 Serveis financers                                    | 8775 Finances especialitzades                                        |
| 8000 Serveis financers     | 8700 Serveis financers                  | 8770 Serveis financers                                    | 8777 Serveis d'inversió                                              |
| 8000 Serveis financers     | 8700 Serveis financers                  | 8770 Serveis financers                                    | 8779 Finances hipotecàries                                           |
| 8000 Serveis financers     | 8700 Serveis financers                  | 8980 Instruments d'inversió de renda variable             | 8985 Instruments d'inversió de renda variable                        |
| 8000 Serveis financers     | 8700 Serveis financers                  | 8990 Instruments d'inversió de renda fixa                 | 8995 Instruments d'inversió de renda fixa                            |
| 9000 Tecnologia            | 9500 Tecnologia                         | 9530 Software i serveis informaàtics                      | 9533 serveis informáticos                                            |
| 9000 Tecnologia            | 9500 Tecnologia                         | 9530 Software i serveis informaàtics                      | 9535 Internet                                                        |
| 9000 Tecnologia            | 9500 Tecnologia                         | 9530 Software i serveis informaàtics                      | 9537 Software                                                        |
| 9000 Tecnologia            | 9500 Tecnologia                         | 9570 Hardware & equipament d'alta tecnologia              | 9572 Hardware                                                        |
| 9000 Tecnologia            | 9500 Tecnologia                         | 9570 Hardware & equipament d'alta tecnologia              | 9574 Equipament electrònic per a escriptori                          |
| 9000 Tecnologia            | 9500 Tecnologia                         | 9570 Hardware & equipament d'alta tecnologia              | 9576 Semicondutors                                                   |
| 9000 Tecnologia            | 9500 Tecnologia                         | 9570 Hardware & equipament d'alta tecnologia              | 9578 Equipament de telecomunicacions                                 |